# Arne Sejr
Arne Børge Sejr (31. januar 1922 i Slagelse – 23. juli 1998) var en dansk modstandsmand under 2. verdenskrig og efter krigen involveret i flere antikommunistiske aktiviteter.
Arne Sejr var 17 år gammel, da tyskerne invaderede Danmark. På besættelsens første dag lagde han mærke til, at folk var venlige mod de tyske soldater. Regeringen opfordrede til "ro og værdig optræden" med bl.a. disse ord: "De tyske Tropper, der nu befinder sig her i Landet, træder i Forbindelse med den danske Værnemagt, og det er Befolkningens Pligt at afholde sig fra enhver Modstand overfor disse Tropper." men sådan så han ikke på det. Så han tog hjem og skrev 25 lister med “10 Bud For Danskere“ til sine landsmænd.
Sejr var i 1941 hovedmanden bag etableringen af Studenternes Efterretningstjeneste, der med udgangspunkt i Konservativ Ungdom og Konservative Studerende og gymnasieelever var en af de tidligste modstandsgrupper. Organisationen udsendte illegale blade fra 1941 og gennem hele besættelsen og udførte efterretningsvirksomhed og illegale transporter til Sverige. Studenternes Efterretningstjeneste var primært aktiv i København. Sejr flygtede til Sverige i 1943.
Tilbage i Danmark grundlagde han sammen med Niels Frommelt endnu en efterretningsorganisation; den halvprivate sikkerhedstjeneste Firmaet i 1948. Firmaet udførte bl.a. aflytning af kommunister i samarbejde med bl.a. Forsvarets Efterretningstjeneste og det amerikanske CIA.